# Musée de la Chapelle de la Visitation

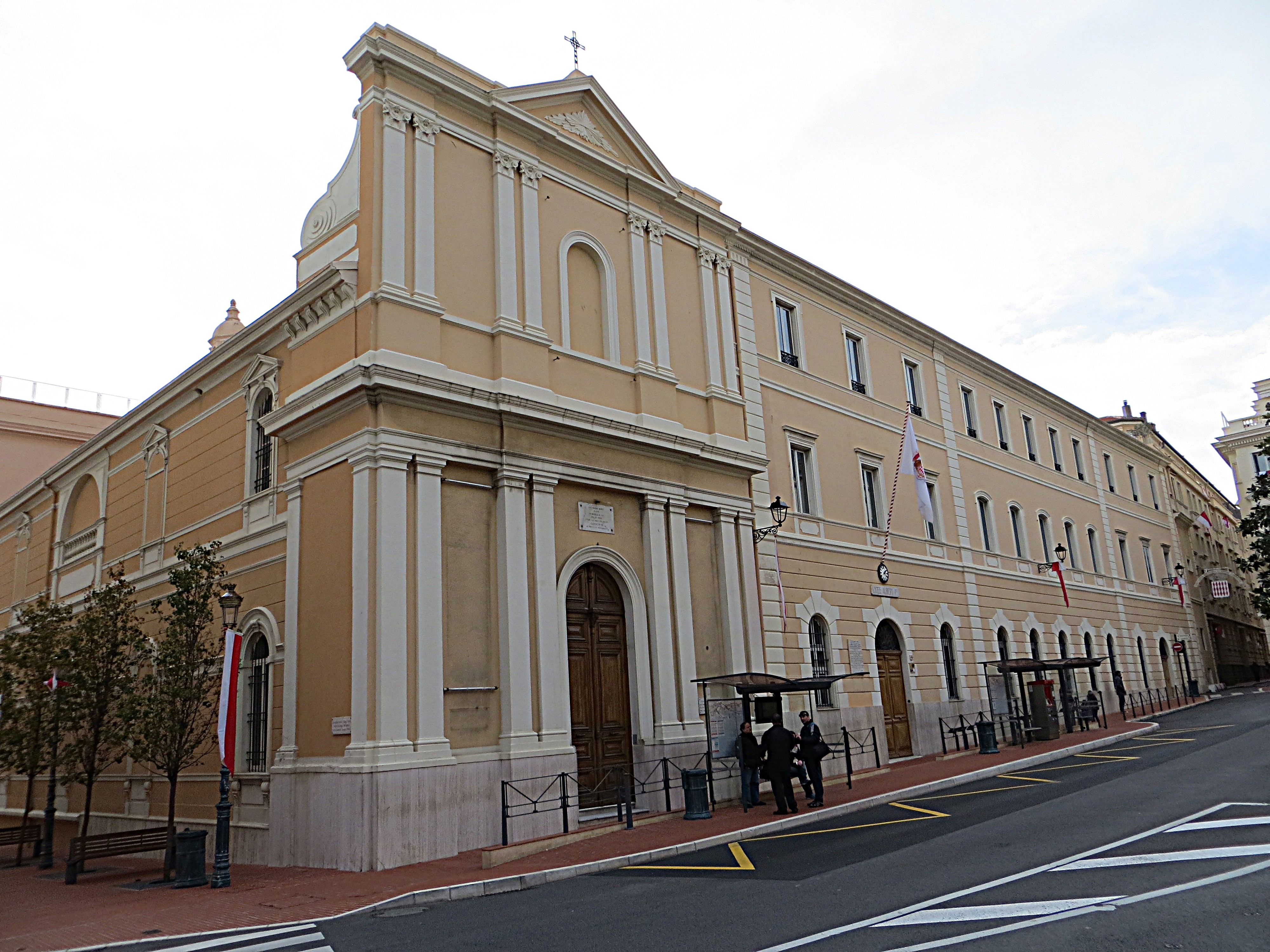
Musée de la Chapelle de la Visitation

Das Musée de la Chapelle de la Visitation ist ein Kunstmuseum in Monaco.

## Beschreibung
Das Museum befindet sich in einem von Marc-Antoine Grigho entworfenen Kirchengebäude aus dem 17. Jahrhundert, welches ursprünglich zu einem Kloster der Salesianerinnen gehörte. Den Auftrag zum Bau der Kirche erteilte um 1675 Catherine-Charlotte de Gramont, die Frau des Fürsten Louis I. von Monaco. 
Das Museum zeigte seit Ende der 1990er Jahre Werke der Sammlung von Barbara Piasecka Johnson. Nach dem Tod der Sammlerin wurden diese Kunstwerke 2014 versteigert. Die Kapelle wird teilweise für Barockkonzerte genutzt.